# Психея

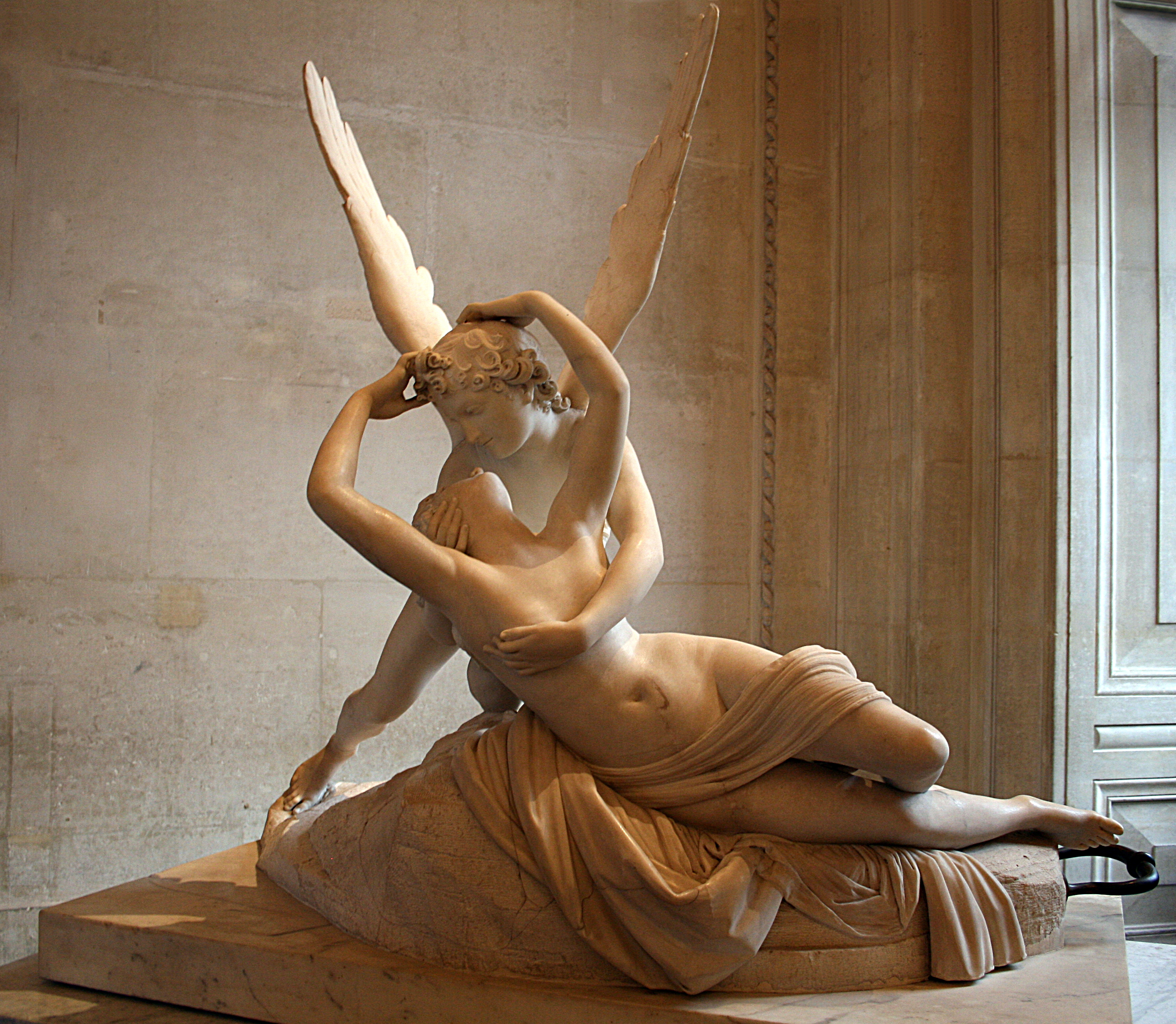
Антонио Канова, «Амур и Психея» (Лувр)

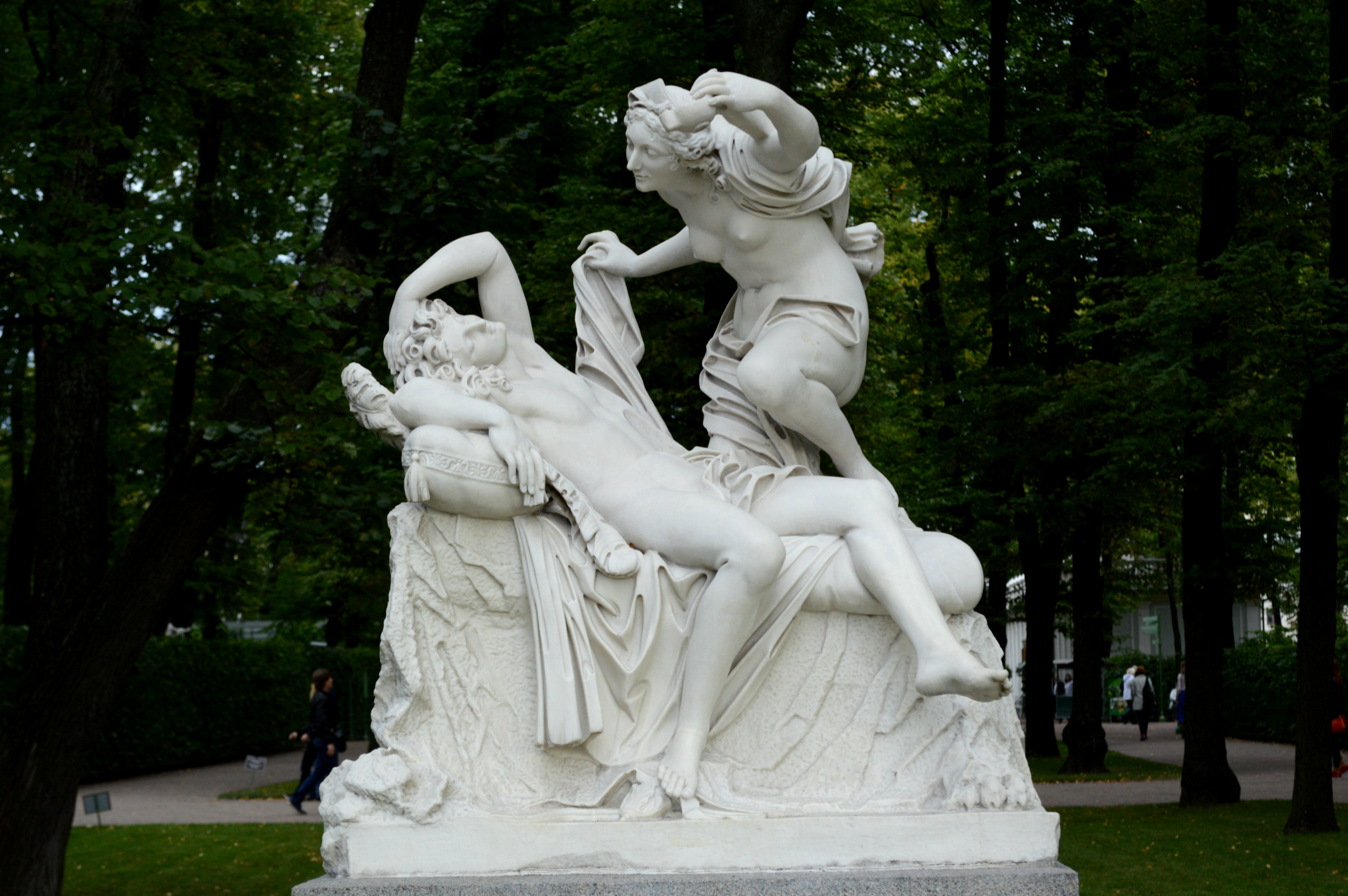
Скульптурная группа «Амур и Психея»: Летний сад

Психе́я, или Психе́ (др.-греч. Ψυχή — «душа», «дыхание») — в древнегреческой мифологии олицетворение души, дыхания; представлялась в образе бабочки или девушки с крыльями бабочки. В мифах её преследовал Эрот (Амур): то она мстила ему за преследования, то между ними была нежнейшая любовь. Миф был впервые изложен Апулеем в романе «Метаморфозы».

## Миф об Амуре и Психее (по Апулею)
У одного царя были три красавицы дочери, из которых красивее всех была младшая — Психея. Слава о её красоте прошла по всей земле, и многие приезжали в город, где жила Психея, чтобы полюбоваться ею. Ей стали даже воздавать божеские почести, забыв Афродиту. Последняя оскорбилась и решила погубить девушку. Позвав своего сына Эрота, она показала ему красавицу и велела ему вселить в неё любовь к самому отверженному, безобразному и жалкому из людей. Между тем, Психея чувствовала себя очень несчастной оттого, что все любовались ею как бездушной красотой и никто не искал её руки.

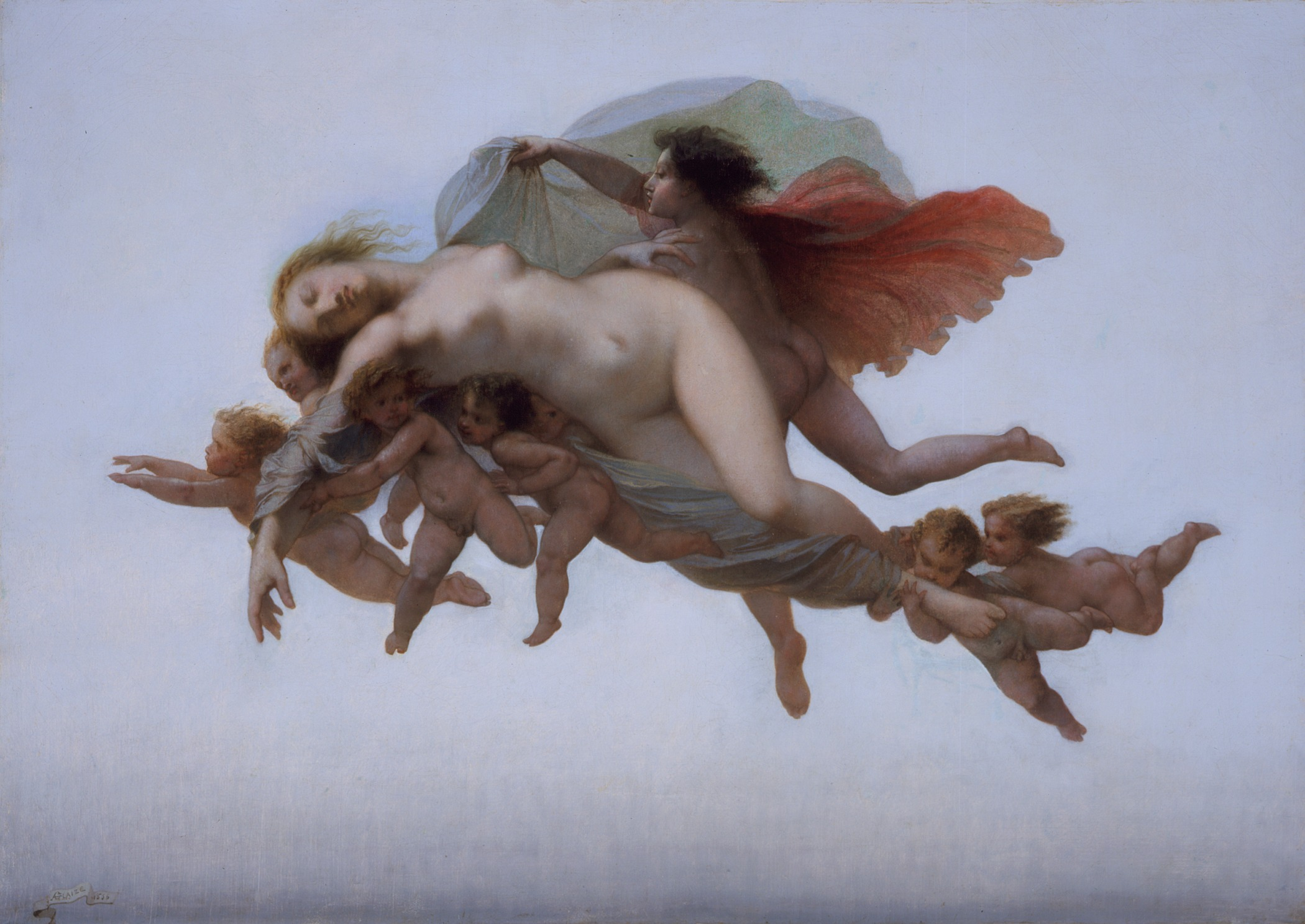
О. Б. Глэз, «Психея» (1856 год)

В горе обратился её отец к милетскому оракулу, и бог ответил, что Психея, одетая в погребальные одежды, должна быть отведена на скалу для брака с ужасным чудовищем. Исполняя волю оракула, несчастный отец привёл Психею в указанное место и оставил её одну; вдруг дуновение ветра перенесло её в чудный дворец, обитаемый невидимыми духами, и она стала женой незримого существа, навещавшего её лишь ночью. Блаженная жизнь Психеи, однако, продолжалась недолго: завистливые сёстры, узнав о её благополучии, решили извести её и хитростью достигли того, что Психея нарушила данное супругу обещание — не узнавать кто он. Сёстры нашептали, что её супруг — чудовище, и убедили её, чтобы она, вооружившись мечом и светильником, подстерегла его во время сна и убила.

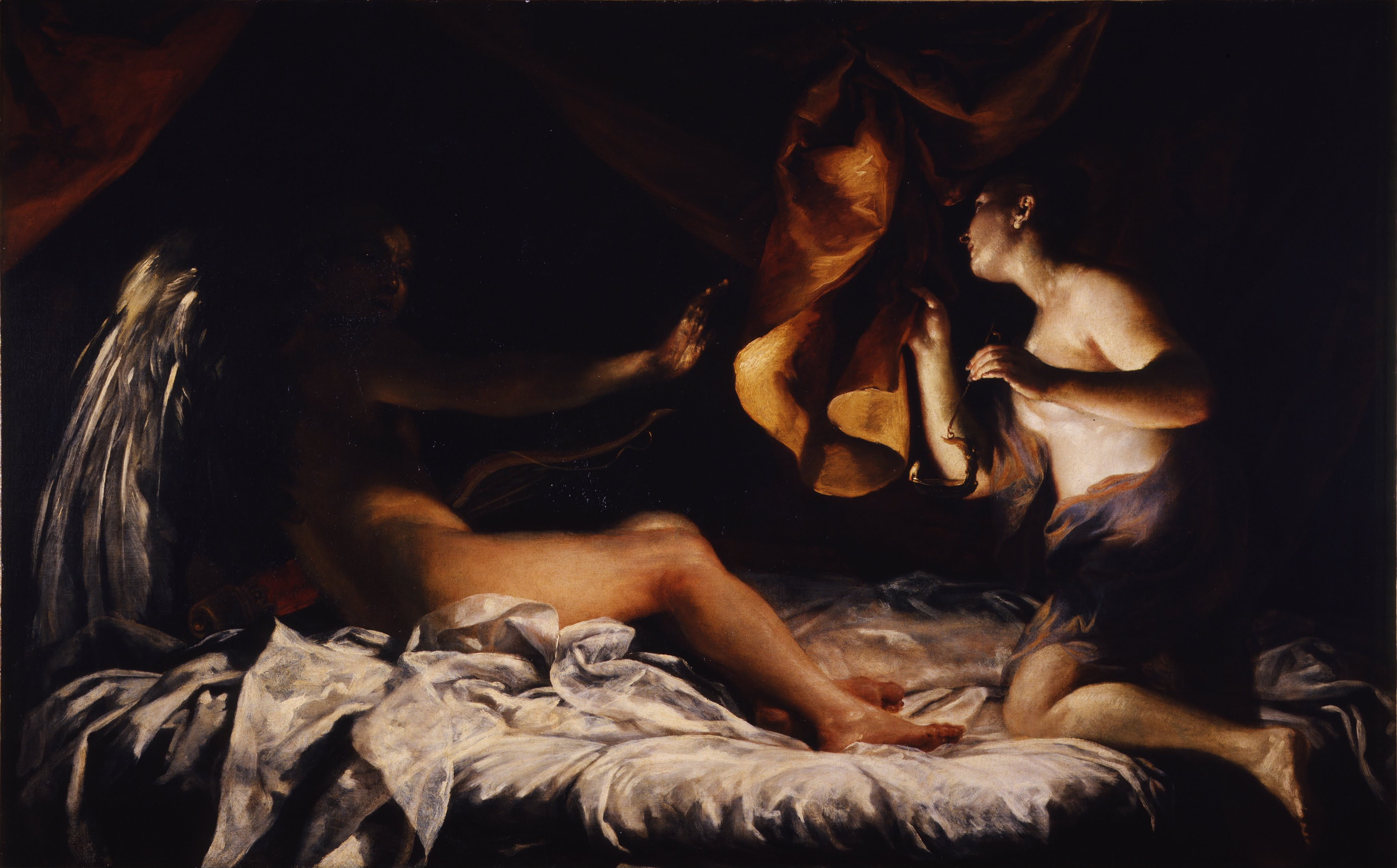
«Амур и Психея» Джузеппе Креспи (1707—1709)

Дождавшись ночи, Психея зажгла светильник и стала рассматривать своего супруга, который оказался прекрасным Эротом; в то время, как она, поражённая красотой его лица, любовалась спящим, со светильника на плечо бога упала горячая капля масла, и он от боли проснулся. Оскорблённый вероломством супруги, он улетел.
Психея  попыталась утопиться, но река не приняла ее – вынесла на берег. Тогда она отправляется на поиски мужа, чтобы вымолить у него прощение. Долго Психея ходила по всем землям, пока не была вынуждена преклониться перед матерью Эрота — Афродитой, которая долго искала случая отомстить Психее и послала уже разыскивать её Гермеса. В это время больной от ожога Эрот лежал у своей матери.
Для начала Афродита смешала в кучу семена ржи, ячменя, проса, мака, гороха, бобов и чечевицы и велела Психее разобрать кучу по зернышку к вечеру, а сама отправилась на свадебный пир. Посмотрела Психея на перемешанные зерна и поняла, что не справится с заданием. Заплакала она горько. Увидел это маленький муравьишка и пожалел прекрасную жену Эрота. Позвал он на помощь своих собратьев. Они за несколько часов разложили кучу перемешанных зерен по сортам — как было велено.
Афродита дает второе задание - принести мне шерсти золоторунных баранов. А эти бараны были огромные, впавшие в бешенство, рогатые чудовища, бодающиеся друг с другом на поле. Если бы Психея пошла между ними и попыталась бы собрать их шерсть, ее наверняка бы смяли или растоптали. Вновь задача казалась непосильной, но на помощь пришел прибрежный тростник. Он посоветовал Психее подождать до заката. Вечером бараны расходятся и отдыхают. Тогда она сможет в безопасности собрать клочки золотого руна с колючих кустов, которые задевали золоторунные бараны.
Для третьего задания Афродита положила маленькую хрустальную фляжку в ладонь Психеи и сказала, что та должна наполнить ее водой из самого Стикса. А Стикс — это река, стекавшая с высокой горы, исчезавшая в недрах земли, и вновь поднимавшаяся к горным вершинам. Это был бесконечный круговорот, в котором водяной поток, вернувшийся к своему источнику, тут же скатывался вниз, достигая преисподней, чтобы оттуда вновь вознестись на вершину высокого утеса. Стикс охраняли огромные страшные чудовища, а поблизости от него не было ни краешка земли, на который можно было бы поставить ногу, чтобы наполнить фляжку водой. Вдруг, словно по волшебству, появился посланный Зевсом орел. Он подлетел к девушке, взял у нее пустой хрустальный сосуд и зачерпнул воды из самой середины стремительного потока.
Афродита дает ей последнее, четвертое задание. Она велит Психее спуститься в подземный мир и попросить у богини Персефоны склянку с волшебной амброзией, которая делает женщин прекрасными. Персефона – жена Аида, бога подземного царства мертвых. А для смертного путь в царство мертвых заказан. Кто из смертных туда попадает – обратно не возвращается. Понимая тщетность всех попыток выполнить это задание, Психея поднялась на высокую башню с намерением броситься вниз и свести счеты со своей ужасной судьбой. Но башня, которую выбрала Психея, поведала ей все, что следует сделать. Психея должна найти единственное, скрытое от посторонних глаз место на земле, где живой человек мог проникнуть в подземное царство Аида. Не следует отправляться туда с пустыми руками, ибо за вход в подземный мир существует определенная плата. Психее необходимо взять в каждую руку по куску ячменного пирога, положить под язык две монеты и собрать в себе достаточно силы духа, чтобы пройти через ждущие ее суровые испытания. 
Психея нашла место, где начинался бесконечный путь и спустилась к Стиксу. Там она встретила лодочника Харона, который переправлял на лодке тени умерших в царство Аида. За переправу он спросил у нее одну монету. Переправляясь через реку, Психея увидела тонущего человека, умолявшего его спасти, но проплыла мимо. Очутившись в царстве мертвых, Психея по дороге во дворец встретила трех старых женщин, прявших нити судьбы. Они попросили Психею помочь им. Но Психея была предупреждена о том, что остановившись хоть на мгновение, она потеряет кусок ячменного пирога, без которого ей не пройти дальше. Вскоре Психея увидела стража царства мертвых Цербера— чудовищного пса с тремя головами. Она бросила мерзкому чудовищу один из кусков ячменного пирога, и пока три головы грызлись между собой из-за него, проскочила мимо. Наконец, она вошла в чертоги Персефоны. Следуя мудрым предостережениям, Психея должна была отказаться от щедрого гостеприимства, которое окажет ей Персефона. Ей следовало принять лишь самую простую еду и есть, сидя прямо на земле. (Старые обычаи связывают вас с домом, где было оказано гостеприимство. Поэтому воспользовавшись благосклонностью хозяйки дома, Психея может навсегда связать себя с царством мертвых). Психея сделала все, что требовалось, и попросила у Персефоны сосуд с чудесной амброзией. Персефона дала ей волшебную склянку, и Психея отправилась в обратный путь. У нее оставался второй кусок пирога, чтобы пройти мимо ужасного Цербера, и вторая монета, которую следовало отдать лодочнику за переправу.
Последний из советов, который башня дала Психее, был очень важным, но она ему не последовала. Ей ни в коем случае нельзя было открывать сосуд и интересоваться его содержимым. Но в самом конце путешествия, уже увидев проблески света человеческого мира, Психея открыла сосуд. И тут же была наказана. Психея упала на землю и уснула. В склянке был мертвый сон. Психея лежала на земле, напоминая бесчувственный труп. Уже залечивший свои раны Эрос узнал, что произошло с его Психеей. Он нашел ее и подлетев к любимой, смахнул с ее лица мертвый сон (пустил в нее стрелу, которая оживила ее) и собрал его обратно в сосуд. Затем он разбудил Психею и рассказал девушке, как ее едва не погубило любопытство. Психея отправилась выполнять свое задание; взяла волшебную склянку и принесла ее Афродите.
А Эрос полетел прямо к Зевсу и признался ему в своей любви к Психее. Громовержец собрал на совет всех богов и повелел Гермесу доставить Психею в свой чертог. Он объявил всем жителям Олимпа, что Эрос уже давно находится во власти любовных чар, и наступило время этого юного повесу и непоседу связать узами брака. Так как брак между смертной женщиной и бессмертным богом был невозможен, Зевс дал прекрасной Психее чашу с нектаром бессмертия и велел выпить из нее все до капли. Так Психея обрела бессмертие. 
Завистливые сёстры Психеи были наказаны за свою зависть и коварство тем, что разбились об утёс, прыгнув с него в расчёте, что Зефир унесёт их в волшебный дворец Эрота. От брака Психеи с Эротом родилась Волупия — богиня, олицетворяющая наслаждение.

## Интерпретации

Амур и Психея на картине Бугро

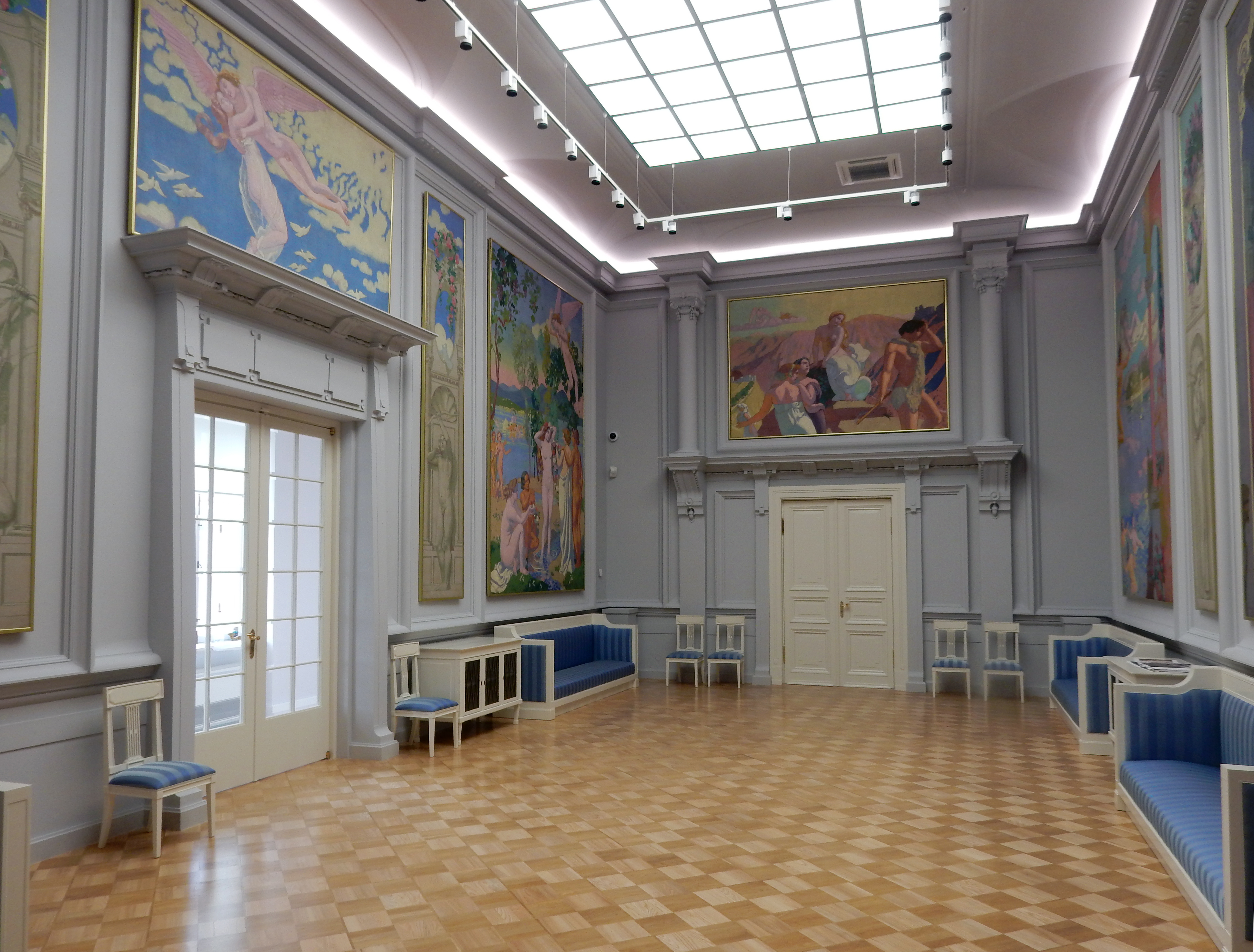
Воссозданный ансамбль «История Психеи» Мориса Дени, находившийся в бывшем особняке И. А. Морозова Эрмитаж

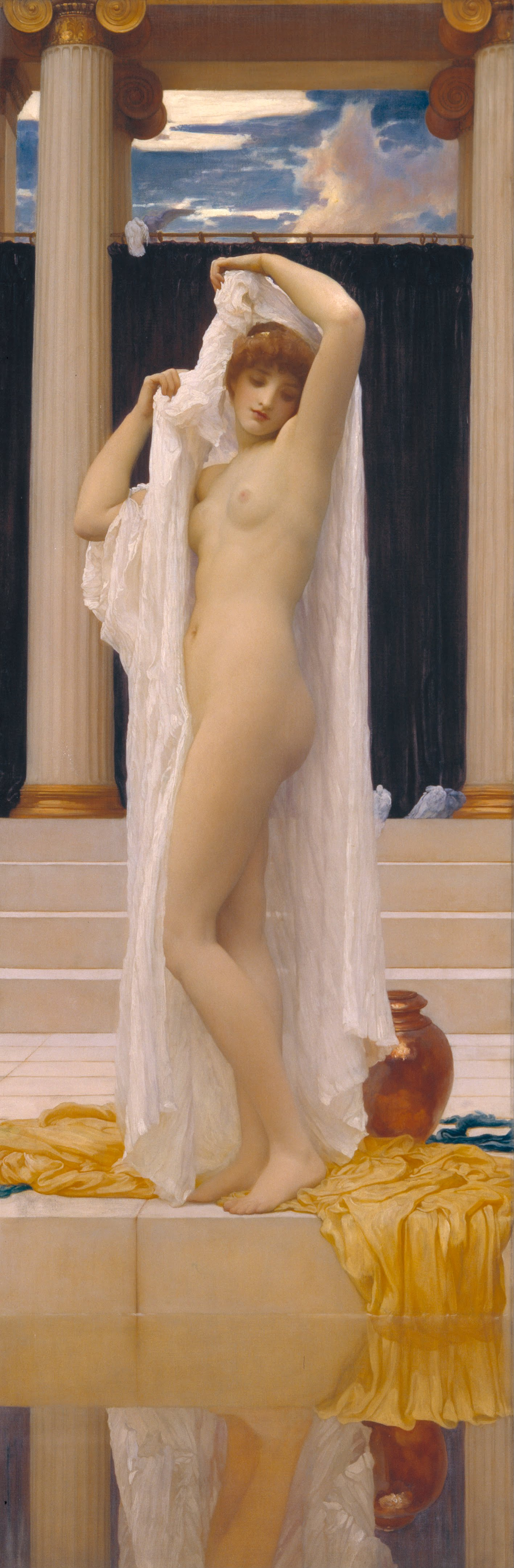
Фредерик Лейтон. Купание Психеи, до 1890

В. Я. Пропп отмечал, что историю об Амуре и Психее можно отнести к традиционно сказочным мотивам о временных браках с братьями и предполагает, что в сюжете контаминировано несколько сказочных сюжетов и подчеркивает, что «сказка об исчезнувшем супруге, собственно — другая сказка». Представители мифологической школы трактовали данный сюжет как отражение явлений природы. Распространена также точка зрения, которая предполагает в основе сказки мистерию, возможно, исидического культа, в которой сравнивают Психею с Исидой страдающей, а Венеру с Исидой царствующей. Р. Меркельбах (R. Merkelbach) в своей книге «Роман и мистерия в античное время» (1962), предположил, что греко-римские романы («Амур и Психея», «Эфесий» и «Эфиопика») являются текстами мистерий и фактически нарративными переложениями инициации.

## Психея в литературе и искусстве

### Психея в литературе
Миф об Амуре (Эроте, Купидоне) и Психее послужил сюжетом для многих литературных произведений.
- Жан де Лафонтен, повесть в стихах и прозе «Любовь Психеи и Купидона»
- «Психея» — трагедия-балет в пяти действиях, совместная работа композитора Ж. Б. Люлли, балетмейстера П. Бошана, декоратора К. Вигарани и поэтов-драматургов Мольера, Ф. Кино и П. Корнеля. На её основе Люлли создал в 1678 году оперу.
- М. А. Дмитриев-Мамонов, «Любовь Псиши и Купидона» (перевод из Лафонтена) и поэма «Любовь» (1771)
- Ипполит Фёдорович Богданович, поэма «Душенька»
- Джон Китс, «Ода Психее»
- Ежи Жулавский, пьеса «Эрот и Психея» (1904)
- Клайв Стейплз Льюис, «Пока мы лиц не обрели»
- Валерий Брюсов, «Психея»
- Александр Куприн, «Психея»
- Цветаева, Марина Ивановна, «Психея»
- Дмитрий Сергеев, «Мифология от Психеи»
- Патрик Зюскинд, «Парфюмер» (так назывались духи, с которых началось основное развитие сюжета романа)
- Рик Риордан «Дом Аида» (упоминаются)
- Эдгар Аллан По «Улялюм» (упоминается)
- Николай Гоголь «Портрет»

### Амур и Психея в изобразительном искусстве
- Эдвард Бёрн-Джонс, «Пан и Психея»
- Адольф Вильям Бугро, «Похищение Психеи»
- Антонис Ван Дейк, «Амур и Психея»
- Пьер-Луи Делаваль, «Психея, покинутая Амуром»
- Морис Дени, «История Психеи»
- Фрасуа Жерар, «Амур и Психея, или Психея, получающая первый поцелуй любви»
- «Амур и Психея» — скульптурное изображение Амура и Психеи, древнеримская копия I—II ст. н. э. из несохранённого древнегреческого оригинала.
  - Антонио Канова, «Амур и Психея»
- Уильям Кендалл, «Психея» (изображена старшая дочь Кендалла — Элизабет)
- Фредерик Лейтон, «Купание Психеи» (в образе Психеи запечатлена возлюбленная художника, натурщица и драматическая актриса Дороти Дин), до 1890
- Огюст Роден, «Амур и Психея»
- Рейнгольд Бегас, «Меркурий и Психея»
- Джон Уильям Уотерхаус, «Психея, открывающая ларец»

### Психея в музыке
- Жан-Батист Люлли, опера (лирическая трагедия) «Психея» на либретто Тома Корнеля и Бернара де Фонтенеля (1678).
- Сезар Франк, оратория «Психея» для хора и симфонического оркестра (1888)
- Мануэль де Фалья, пьеса «Психея» для камерного оркестра и голоса (1924)
- Психея — российская рок-группа
- Песня Aurora (Eros + Psykhe) американской группы The Crüxshadows

### Психея в астрономии
- (16) Психея — астероид, открытый в 1852 году